# Repubblica irlandese
La Repubblica irlandese (in irlandese: Poblacht na hÉireann o Saorstát Éireann; o in inglese: Irish Republic) era uno stato rivoluzionario creato quando i repubblicani d'Irlanda proclamarono l'indipendenza del paese dalla Gran Bretagna nel gennaio 1919. È stato istituito con una legislatura (Dáil Éireann), un governo (Aireacht), un tribunale e una forza di polizia. Allo stesso tempo, la milizia dei volontari irlandesi, che passò sotto il controllo del Dáil, fu ribattezzata Esercito Repubblicano Irlandese (IRA), per combattere le forze armate britanniche durante la guerra d'indipendenza irlandese.
La guerra d'indipendenza terminò con la firma del Trattato anglo-irlandese il 6 dicembre 1921, che fu approvato dal Dáil Éireann il 7 gennaio 1922. Fu quindi formato un governo provvisorio, sotto la prerogativa del trattato, ma nominalmente, la Repubblica irlandese durò fino al 6 dicembre 1922, quando l'Irlanda divenne un nuovo Stato del Dominio semi-indipendente chiamato Stato Libero d'Irlanda. Le sei contee settentrionali hanno esercitato il loro diritto, in base ai termini del trattato, di rimanere fuori dal nuovo paese e rimanere parte del Regno Unito, portando alla spartizione del territorio.